# Indian Rocks
Die Indian Rocks sind eine Gruppe von Klippenfelsen im Archipel der Südlichen Shetlandinseln. In der Hero Bay an der Nordküste der Livingston-Insel liegen sie östlich von Wood Island.
Das UK Antarctic Place-Names Committee benannte sie 1958 nach dem Robbenfänger Indian aus Liverpool, der zwischen 1820 und 1821 in den Gewässern um die Südlichen Shetlandinseln operierte und im Zuge dessen die überlebenden Besatzungsmitglieder der vor Desolation Island gesunkenen Brigg Cora zurück nach England brachte.